# Panna Maria Milotická

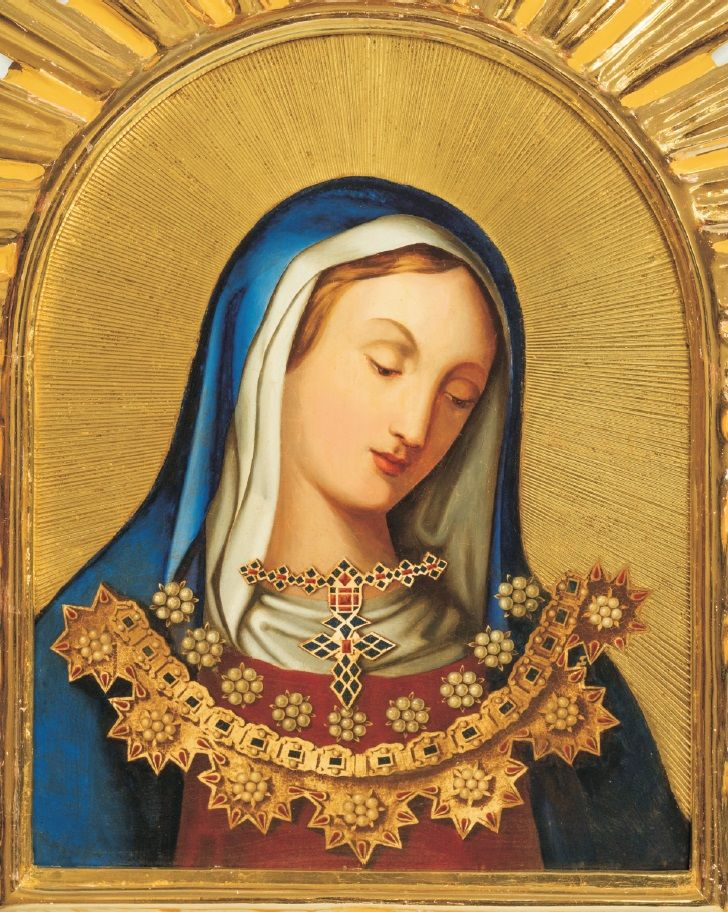
Panna Maria Milotická, olejomalba, 1839, autor Tomáš Mařík (1810–1855)

Milostný obraz Panny Marie Milotické je transformovanou kopií vídeňského milostného obrazu Panny Marie s nakloněnou hlavou pořízený v roce 1839 hrabětem Gabrielem Choiseul d’Aillecourt (1780–1840) pro Kostel Všech svatých v Miloticích.

## Historie obrazu

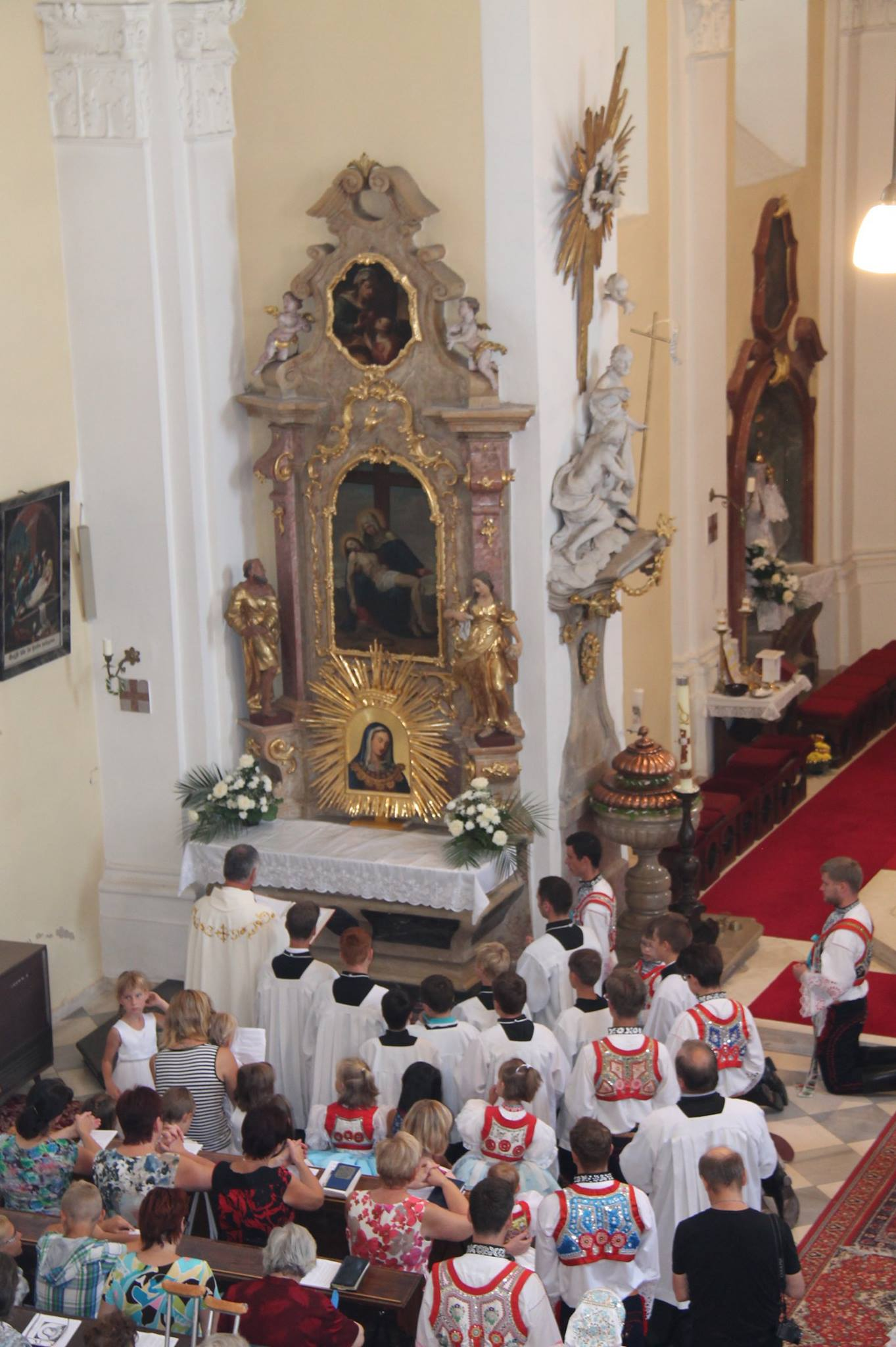
Slavnost znovuuvedení obrazu Panny Marie Milotické do kostela.

Hrabě Choiseul, manžel držitelky milotického panství Kristýny (1780–1819), roz. Serényi, byl svými současníky viděn jako mimořádně zbožný člověk a platil za štědrého donátora kostelů na svém panství. Pro farní chrám v Miloticích pořídil v roce 1839 obraz s motivem Panny Marie s nakloněnou hlavou, který patřil a dodnes patří k nejuctívanějším vyobrazením Matky Boží v Rakousku. Malba byla tehdy umístěna nad svatostánek. O 110 let později, v roce 1949, byla ovšem při generální opravě chrámu jako překážející odstraněna a uložena do depozitáře na místní faru. O jejím navrácení do kostela se uvažovalo už v poslední čtvrtině 20. století. Ke slavnostnímu přenesení tohoto mariánského obrazu zpět do kostela došlo 27. srpna 2017, v jubilejním roce 100. výročí zjevení Panny Marie ve Fatimě.
Pouť rodin k milostnému obrazu Panny Marie Milotické se koná o posledním víkendu letních prázdnin.
Od roku 2017 došlo na přímluvu Panny Marie Milotické k uzdravení chlapce z Francie a početí dětí u manželských párů, které měly problémy s početím.

## Popis obrazu a symbolika
Milotická Panna Maria se v mnohém od vídeňského originálu či jeho tradičních kopií odlišuje. V podstatě je převzat pouze námět: poprsí Panny Marie s mírně nakloněnou hlavou. Milotický obraz je tedy svým způsobem unikátní.

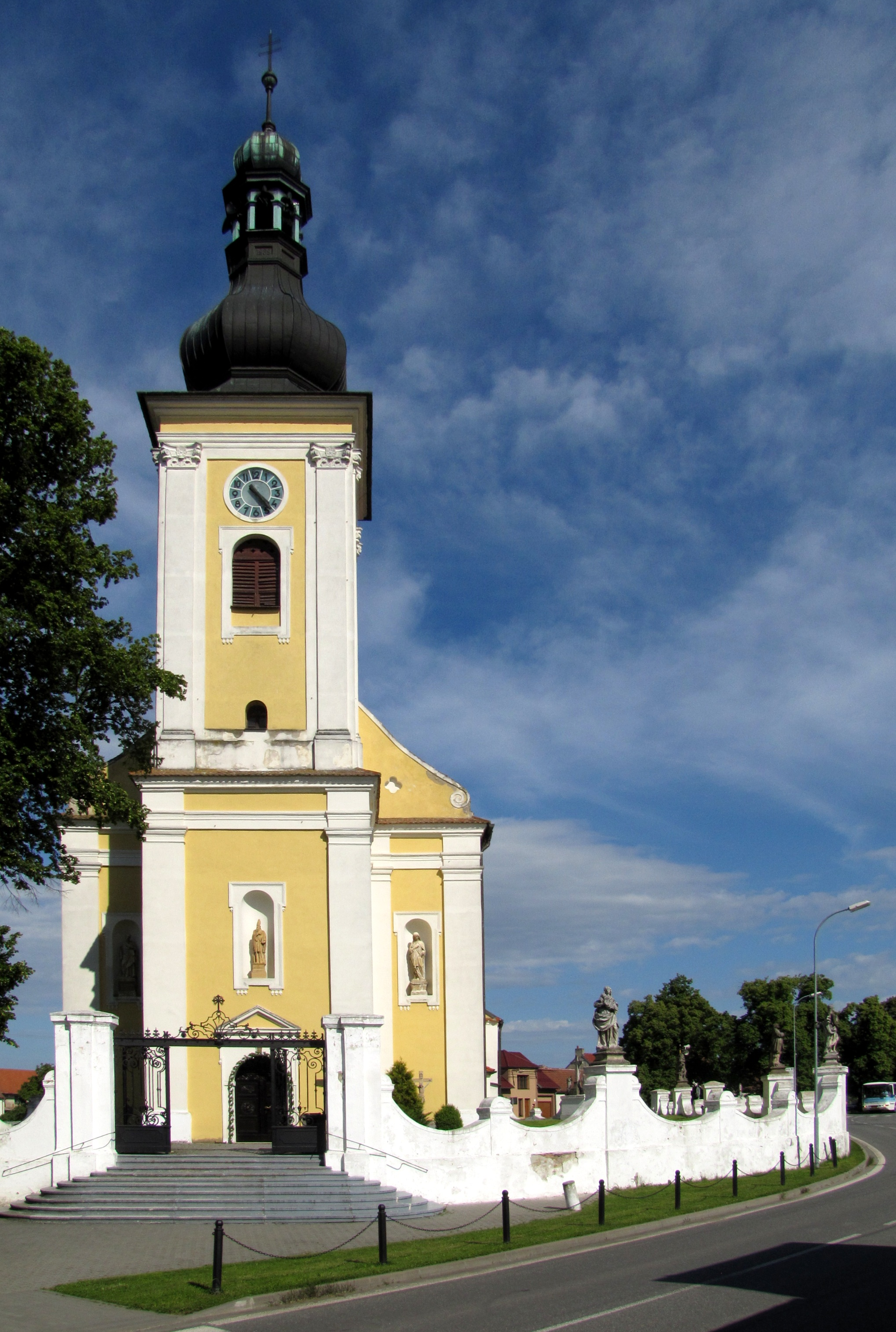
Kostel Všech svatých v Miloticích (1697–1701)

Jedná se o olejomalbu na dřevěné, patrně dubové desce, oproti originálu v horní části zaoblené. Oděv Matky Boží nese tři typické mariánské barvy: červenou, modrou a bílou. Červená symbolizuje královský majestát a moc. Modrá je symbolem nebe. Obě dvě barvy tedy připomínají úlohu Panny Marie jako Královny nebe. Bílá barva značí Mariino panenství. Zlatá barva na pozadí, kterou se milotický obraz od originálu odlišuje, pak představuje věčnost. Povrch zlatého pozadí je navíc tvořen vroubky, čímž postava Panny Marie jakoby vystupuje do prostoru. Maria má líbeznou tvář a vlídné, sklopené oči. Bohorodička na vídeňském milostném obraze má na svém pravém rameni hvězdu, Panna Maria Milotická ji však postrádá. Naproti tomu její dekolt zdobí množství šperků. Podoba zlatého náhrdelníku a devatera kvítků z perel jsou nejspíše odkazem na invokace loretánských litanií – Maria jako stánek Ducha svatého, růže tajemná, dům zlatý, hvězda jitřní atd. Kříž z drahokamů na jejím krku je pak poukazem na Ježíšovo utrpení, které prožívala spolu s ním. Sedm hvězd patrně představuje sedm Mariiných bolestí.
Na zadní straně milotického obrazu je vyryt nápis: Haec imago est donum Domini comitis a Choiseul picta a fratre Thoma ex CSSR Viennae 1839 (Tento obraz je darem pana hraběte ze Choiseul, namalovaný bratrem Tomášem z Kongregace Nejsvětějšího Vykupitele ve Vídni 1839). Autorem této svébytné kopie milostného obrazu je vídeňský redemptorista, malíř a architekt Tomáš Mařík (1810–1855).

## Historie vídeňského originálu
U počátku úcty k tomuto milostnému obrazu stál generál řádu bosých karmelitánů, stoupenec reforem v karmelitánském řádu sv. Terezie z Ávily a obnovitel katolického náboženského života v rakouské monarchii ct. Dominik od Ježíše a Marie.
Podle legendy nalezl tento mnich v roce 1609 v sutinách jednoho římského domu obraz Panny Marie. Těžce poškozenou malbu Dominik vlastnoručně opravil a umístil do své cely. Když při modlitbě jednoho dne utřel svým vlněným kapesníkem z obrazu prach, malba jakoby ožila. Matka Boží se na Dominika líbezně usmála a na znamení díků uklonila svou hlavu. Mnicha se otázala, jakou odměnu by za tento skutek žádal. Vyděšený karmelitán myslel, že má vidiny. Maria ho ubezpečila, že se nemusí bát a že pro hlubokou lásku jakou projevuje Ježíši a jí samotné vyslyší jeho prosby, ať už má Dominik na srdci cokoliv. Mnich s pokorou svěřil Marii, Matce milosrdenství, sebe samého i své prosby, mezi nimiž byla také žádost o vysvobození duše jednoho zemřelého z očistce. Zjevení skončilo, avšak hlava Panny Marie zůstala na obraze nakloněná. V nejbližší době obětoval Dominik za onoho zemřelého několik modliteb a mší svatých. Brzy na to měl skrze obraz další zjevení, v němž mu Matka Boží oznámila vysvobození zmíněné duše z očistcových muk. Když se s ním loučila, ještě řekla: „Všem těm, kteří mě budou skrze tento obraz vroucně ctít a hledat u mě útočiště, daruji mnoho milostí a vyslyším jejich prosby; obzvláště ale vyslyším jejich modlitby za občerstvení a vysvobození duší z očistce.“

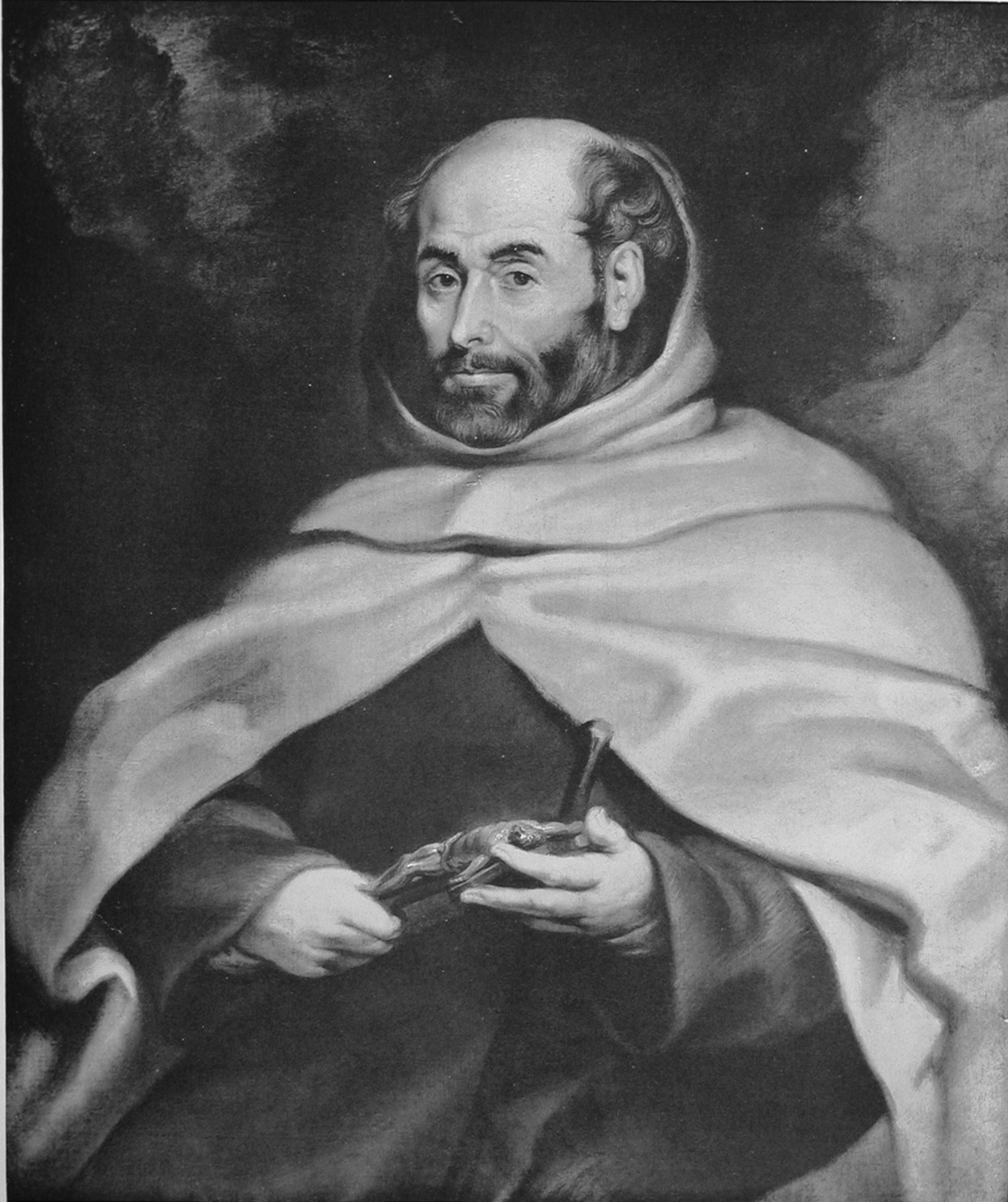
ct. Dominik od Ježíše a Marie (1559–1630)

Dominik si proto obraz nenechal pro sebe. Malbu Panny Marie s nakloněnou hlavou, jak byla od této chvíle nazývána, dal umístit k veřejné úctě do římského kostela Santa Maria della Scala. Kolem roku 1620 přesídlil tento charismatický karmelitán na území Svaté říše římské. Zemřel 16. února 1630 v císařském paláci v Hofburgu. Dominikově přímluvě se připisují četná uzdravení a od roku 1676 probíhá proces jeho kanonizace.
Po Dominikově smrti si obraz Panny Marie s nakloněnou hlavou vyžádal bavorský kurfiřt Maxmilián I., záhy byl však od něj převezen do Vídně k císaři Ferdinandovi II. Ten jej nechal umístit ve své soukromé kapli v Hofburgu, kde byl ctěn také celým dvorem. Přímluva Panny Marie s nakloněnou hlavou císařskému páru nejedenkrát poskytla zvláštní ochranu – například při divoké bouři na Dunaji, kdy Ferdinandovi a Eleonoře hrozilo utonutí, či při odhalení spiknutí. Po Ferdinandově smrti roku 1637 jej císařovna Eleonora věnovala zpět řádu bosých karmelitánů. Od roku 1655 se obraz nacházel v klášterním kostele na Leopoldstadtu na předměstí Vídně. Během obležení města Vídně tureckou armádou v roce 1683 byla malba ukrývána u karmelitek uvnitř města. V roce 1702 nechal kníže Maxmilián z Lichtenštejna vyhotovit pro tento obraz nový, nákladný oltář. Za Josefa II. se stal roku 1783 karmelitánský kostel na Leopoldstatu kostelem farním, byť byla správa farnosti ponechána v rukou karmelitánů. Avšak v roce 1838 byl karmelitánský konvent zrušen a farní správa byla předána světskému kléru. Po znovupovolení řádu bosých karmelitánů v Rakousku-Uhersku byl milostný obraz v roce 1901 umístěn do jejich nového kostela Svaté Rodiny ve Vídni-Döblingu. Zde je originál Panny Marie s nakloněnou hlavou umístěn dodnes. Během první světové války přicházelo k obrazu mnoho věřících prosit za mír, byl nošen v procesích a při jedné kající pobožnosti si jej nechal do Schönbrunnu přinést také císař František Josef I. V roce 1931 korunoval obraz Panny Marie s nakloněnou hlavou na příkaz papeže Pia XI. vídeňský arcibiskup Friedrich Gustav Piffl.
Tak jako u jiných milostných soch a obrazů, i v případě malby Panny Marie s nakloněnou hlavou vznikaly devoční kopie. Ty se už během 17. století rozšířily do všech klášterů karmelitánského řádu v dnešním Rakousku. Mimo prostředí karmelitánů je můžeme najít v refektáři kapucínského kostela ve Vídni, v konventní kapli františkánského kláštera v Sankt Pöltenu, v blízkosti hranic českých zemí pak ve Waidhofenu an der Thaya a v cisterciáckém klášteře ve Zwettlu. Snad ještě větší proslulosti než vídeňský originál dosáhla kopie obrazu u voršilek v bavorském Landshutu, která sem byla přivezena v roce 1680. Panna Maria s nakloněnou hlavou byla a dodnes je ctěna především v zemích Rakouska a Bavorska. Pro četná zázračná vyslyšení proseb skrze malbu Panny Marie s nakloněnou hlavou proudily k originálu i k jeho kopiím desetitisíce poutníků. Obraz se stal palladiem karmelitánů i Habsburského rodu. Také Otto von Habsburg patřil k velkým ctitelům této podoby Matky Boží a vyobrazení Panny Marie s nakloněnou hlavou si nechal dát i na upomínkový „obrázek“ ke svému pohřbu.

## Modlitba k Panně Marii Milotické (k Panně Marii s nakloněnou hlavou)
```
Maria, Matko našeho Pána a Matko naše. Ty jsi dala svému služebníku Dominikovi ujištění: 
Všem těm, kteří mě budou skrze tento obraz vroucně ctít a hledat u mě útočiště, daruji mnoho milostí a vyslyším jejich prosby; obzvláště ale vyslyším jejich modlitby za občerstvení a vysvobození duší z očistce.
 Dívám se na tebe Matko milostí, přicházím k tobě dnes se svými prosbami a svěřuji ti je s dětskou důvěrou. Nenech je nevyslyšené. Mnozí se před tímto tvým obrazem modlili a nalezli slitování. Obrať svou laskavou tvář a své milosrdné oči také na mě. Skloň se k mým prosbám a požehnej mně skrze tento svůj obraz, ó milostivá, ó přívětivá, ó přesladká Panno Maria!
```